# Lossa-Mossi
Lossa-Mossi est une localité située dans le département de Banh de la province du Loroum dans la région Nord au Burkina Faso. 

## Démographie
Lors du recensement de 2006, on y a dénombré 2 413 habitants. Comme son nom l'indique, ce sont des Mossi.